# Андреев, Александр Дмитриевич (писатель)
Александр Дмитриевич Андреев (наст. имя — Василий Дмитриевич, (12) 25 мая 1915, с. Красное, Курмышский уезд, Нижегородская губерния, Российская империя — август 1975, Москва) — русский советский писатель

, журналист, военный корреспондент.

## Биография
Из крестьян. В 1930 году отправился в г. Дзержинск и поступил на учёбу в ФЗУ. В 1933 году переехал в Москву, где работал столяром, сварщиком, шофёром. В 1935 году поступил в школу киноактёров при студии «Мосфильм», затем в 1939 году стал студентом ВГИКа. Во время учёбы снимался в фильме Марка Донского «Мои университеты» (1939) и в ряде других.
Перед началом войны перевёлся на сценарный факультет института.
Участник Великой Отечественной войны.
В 1941 году ушёл добровольцем на фронт. Во время битвы за Москву, командуя батальоном, получил тяжёлое ранение. В 1942 году начал свою литературную деятельность корреспонденциями с фронта, оставаясь офицером действующей армии. После второго ранения, в 1943 году капитан А. Андреев стал штатным военным корреспондентом «Комсомольской правды». В этом качестве участвовал во многих боевых операциях на фронте и в тылу врага.
Участник ночного парашютного десанта Днепровской воздушно-десантной операции.
После демобилизации работал в «Комсомольской правде» и «Литературной газете».
Боевые заслуги А. Андреева отмечены орденами и медалями СССР.
Умер в августе 1975 года. Похоронен на Ваганьковском кладбище (15 уч.).

## Творчество
Автор романов и повестей о подвиге советского народа в годы Великой Отечественной войны, становлении молодёжи, теме рабочих и тружеников села. Некоторые его произведения носят автобиографический характер. Очеркист.

## Избранные произведения
- Падение Берлина (в соавт. сборник фронтовых записок, 1945)
- Ясные дали (трилогия)
  - Взявшись за руки (книга 1, 1950)
  - Чистые пруды (книга 2, 1955)
  - Очень хочется жить (книга 3, 1958)
- Широкое течение (роман, 1953)
- Грачи прилетели (роман, 1960)
- Рассудите нас, люди (роман, 1962)
- Спокойных не будет (роман, 1968)
- Берегите солнце (роман, 1968, продолжение повести «Очень хочется жить»)
- В стране моего детства (очерк, 1969)
- Сурские дали (очерк, 1970)
- Белое пламя цветения (очерк, 1971)
- Есенин (роман: кн 1: Легенда (1973), кн 2: (1980)
- Прыжок (повесть, 1977)

Ряд книг писателя был экранизирован. По роману «Широкое течение» в 1956 году был снят фильм «Есть такой парень», роман «Рассудите нас, люди» экранизирован в 1971 году под названиями «Молодые».
Его произведения были переведены на болгарский и словацкий языки.

## Премии
- I премия конкурса на лучшую детскую книгу за книгу «Ясные дали».

## Память
- Одна из улиц в селе Красное, в котором родился писатель, названа его именем.